# Kazimierz Prószyński
Kazimierz Prószyński, né le 4 avril 1875 à Varsovie et mort le 13 mars 1945  au camp de concentration nazi de Mauthausen, est un ingénieur, entrepreneur, inventeur et pionnier du cinématographie polonais. Il invente le caméra-projecteur Pleograf avant les frères Lumière, et travaille ensuite à l'améliorer pour le compte de la compagnie Gaumont et crée un obturateur et conçoit une méthode pour synchroniser le film et la bande son. Prószyński est également inventeur de l'appareil photo Aeroscope (en), le premier caméra portatif automatique au monde, équipé d'un stabilisateur d'image. 

## Biographie
Petit-fils du photographe Stanisław Prószyński, déporté en Sibérie par les autorités russes pour avoir placé des symboles patriotiques polonais à l'arrière-plan des photographies réalisées dans son atelier et fils de Konrad Prószyński, éducateur, auteur et éditeur, Kazimierz Prószyński fait des études d'ingénieur à Varsovie puis à Liège en Belgique. Avant l'indépendance de la Pologne, Kazimierz Prószyński passe une grande partie de sa vie à l'étranger, en Belgique, en France, en Angleterre et aux États-Unis. 
En 1894, Kazimierz Prószyński construit l'un des premières caméra-projecteurs au monde: pleograf. Cet appareil servant à prendre et a projeter des images est réalisé avant le brevet des frères Lumière. 
En 1901, Prószyński fonde la première société cinématographique polonaise Société par Actions Pleograf dont le siège social est situé à Varsovie au 39 rue Nowogrodzka. Elle s'occupe de la promotion des caméras comme des films qu'elles servent à réaliser. Prószyński tourne des courts métrages sur la vie quotidienne dans la capitale polonaise. Il est également l'auteur des premiers longs métrages avec la participation d'acteurs polonais, jetant ainsi les bases du cinéma polonais. Ses films sont présentés pour la première fois au printemps 1902 au Théâtre d'été du Jardin de Saxe. 
En 1907, Prószyński commence à travailler sur un aéroscope, la première caméra portative au monde, actionnée par l'air comprimé. Il est pompé dans le circuit de la caméra à l'aide d'une pompe similaire à celles que l'on utilise pour gonfler les pneus de vélos. Le cameraman peut désormais utiliser les deux mains pour diriger l'appareil ce qui rend possible le tournage dans les conditions les plus difficiles, comme celles dans les avions. En 1908-1910, Prószyński séjourne en France où il perfectionne son appareil et réussit le breveter en 1909. En 1911, l'inventeur déménage au Royaume-Uni, où il obtient également un brevet anglais et trouve des investisseurs pour une mise en production en série. Le 22 juin 1911, Prószyński filme à l'aide de l'aéroscope le premier reportage polonais. Il s'agit du couronnement du roi anglais George V. Des centaines d'appareils photo Aeroscope seront ensuite utilisées par les militaires britanniques lors de la Première Guerre mondiale et plus tard par les journalistes jusqu'à la fin des années 1920, quand les appareils plus modernes tels que Eyemo et plus tard Bolex apparaissent. Des Aeroscope seront encore utilisés par les combattants britanniques au début de la Seconde Guerre mondiale.
Après le déclenchement de la Première Guerre mondiale, en 1915, Prószyński part avec sa femme Dorothy Abrey, épousée un an plus tôt, pour les États-Unis d'Amérique. Là bas, il fond sa propre usine de caméras portables Oko de son invention, mais malheureusement, elle sera plus tard ruinée par la grande dépression et Prószyński détruira alors lui-même les 100 premiers exemplaires produits pour que personne ne copie ses idées.
Après que la Pologne recouvre sa souveraineté, en novembre 1919, Kazimierz Prószyński revient avec sa famille s'installer au pays. En 1922, il fonde à Varsovie Centrale Européenne de Production d'Appareils Photo Amateur pour promouvoir un appareil de sa construction, simple d'utilisation et destiné aux écoles et au grand public. La crise économique des années 1920 interrompt ce projet et Prószyński travaille sur d'autres projets, comme des projecteurs amateurs de films familiaux et des machines à lire pour aveugles, mais sans parvenir à les mettre en production.
Pendant la Seconde Guerre mondiale et l'occupation allemande, poursuivi par la Gestapo, Kazimierz Prószyński continue de travaillent dans la clandestinité sur de nouvelles inventions. Le 25 août 1944, pendant l'insurrection de Varsovie, Prószyński est arrêté et amené au camp de concentration Gross-Rosen, puis à Mauthausen où, prisonnier numéro 129957, il meurt au printemps 1945 peu de temps avant la libération.